# Tessa Hoder
Tessa Hoder (født 4. juli 1997) er en dansk skuespillerinde, som i sin tid gik på Sankt Annæ Gymnasium. Hun er kendt fra sin medvirken i tv-serien Rita som den unge Rita, som Emma i tv-serien Den som dræber - Fanget i mørket, som Gry i de to første afsnit af sæson 2 af “Sommerdahl” og som Tessa i tv-serien Ondt i røven.